# Stefan Willeke
Stefan Willeke (* 17. Oktober 1964 in Bochum) ist ein deutscher Journalist.

## Leben und Wirken
Nach dem Abitur studierte er Geschichte und Politik an der Ruhr-Universität Bochum, schloss das Studium 1992 dort mit dem Magister Artium ab und wurde dort 1994 im Fach Wirtschaftsgeschichte mit der Dissertation Die Technokratiebewegung in Nordamerika und Deutschland zwischen den Weltkriegen. Eine vergleichende Analyse promoviert. Seit 1986 arbeitete er zudem als freier Mitarbeiter der Westdeutschen Allgemeinen Zeitung sowie bei weiteren Zeitungen und Zeitschriften im Ruhrgebiet. 1996 begann er als Redakteur im Ressort „Dossier“ der Wochenzeitung Die Zeit in Hamburg. Im Jahr 2000 wurde er stellvertretender Dossier-Ressortleiter, von 2004 bis 2008 arbeitete er als ressortunabhängiger Reporter der Zeit-Redaktion. Von 2009 bis Oktober 2012 leitete er das Ressort „Dossier“ der Zeit. Im November 2012 wechselte er zum Spiegel in Hamburg, wo er zunächst Reporter des Gesellschaftsressorts war und ab März 2013 gemeinsam mit Matthias Geyer das Gesellschaftsressort leitete. Im April 2014 wechselte er als Chefreporter zurück zur Zeit. Von Februar 2017 bis Januar 2022 war er Mitglied der Chefredaktion der Zeit. Er arbeitet weiterhin als Chefreporter der Zeit.

## Auszeichnungen
- Axel-Springer-Preis für junge Journalisten 1992[3]
- Deutscher Sozialpreis 1993
- Friedrich-Vogel-Preis für Wirtschaftsjournalismus 2002
- Herbert Quandt Medien-Preis 2002 und 2007
- Egon-Erwin-Kisch-Preis 2003
- Henri-Nannen-Preis  in der Kategorie „Beste Reportage“ 2005 und 2012[4] sowie in der Kategorie Dokumentation 2006 (mit Henning Sußebach)
- Herbert-Riehl-Heyse-Preis (mit Stephan Lebert) 2007
- Willi-Bleicher-Preis 2019 in der Kategorie Print/Online gemeinsam mit Henning Sußebach für die Arbeit Die Fee von Fulda, erschienen in der Zeit[5]
- Ernst-Schneider-Preis 2020 in der Kategorie Wirtschaft in überregionalen Printmedien gemeinsam mit Henning Sußebach für die Arbeit Die Fee von Fulda, erschienen in der Zeit[6]
- Medienpreis des Deutschen Bundestages 2024 (mit einem Autorenteam der ZEIT)[7]

## Buchveröffentlichungen
- Stefan Willeke (Hg.): In 81 Tagen um die Welt – der Globalisierung auf der Spur, Berliner Taschenbuch Verlag, Berlin 2007, ISBN 978-3-8333-0460-6
- Stefan Willeke (Hg.): "Die besten Reportagen aus 65 Jahren ZEIT-Geschehen, Zeitverlag Gerd Bucerius, Hamburg 2011, ISBN 978-3-577-14655-5